# جيريمي بيدل
جيريمي بيدل (بالإنجليزية: Jeremy Beadle)‏ هو مقدم تلفزيوني بريطاني، ولد في 12 أبريل 1948 في حي هكني في لندن في المملكة المتحدة، وتوفي في 30 يناير 2008 في لندن في المملكة المتحدة بسبب ذات الرئة.

## وصلات خارجية
- جيريمي بيدل على موقع IMDb (الإنجليزية)
- جيريمي بيدل على موقع إن إن دي بي (الإنجليزية)
- جيريمي بيدل على موقع قاعدة بيانات الفيلم (الإنجليزية)